# Альтан-де-Палю
Альта́н-де-Палю́ (фр. Althen-des-Paluds) — коммуна на юго-востоке Франции в регионе Прованс — Альпы — Лазурный Берег, департамент Воклюз, округ Карпантрас, кантон Монтё. До марта 2015 года коммуна административно входила в состав кантона Карпантра-Сюд.

## Географическое положение

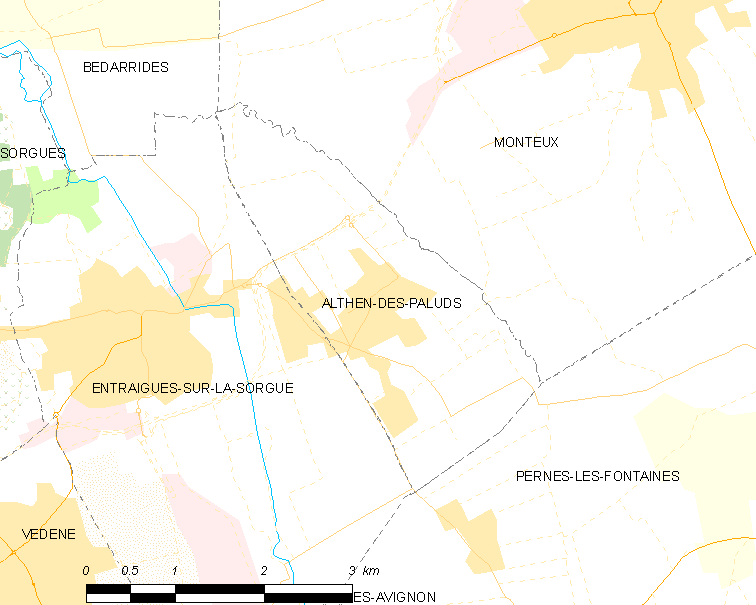
На карте

Коммуна Альтан-де-Палю расположена в 13 км к юго-востоку от Авиньона — административного центра (префектуры). Соседние коммуны: на северо-востоке — Монтё (административный центр одноимённого кантона), на востоке — Перн-ле-Фонтен, на юго-западе — Веден, на западе — Антрег-сюр-ла-Сорг и Сорг.
Площадь коммуны — 6,4 км², население — 2375 человек (2006) с тенденцией к росту: 2684 человека (2012), плотность населения — 419,4 чел/км².

### Гидрография
Коммуна стоит на реке Сорг. Через коммуну проходит канал де Гаффен.

## Население
Население коммуны в 2011 году составляло 2684 человека, а в 2012 году — 2684 человека.
| 1962 | 1968 | 1975 | 1982 | 1990 | 1999 | 2006 | 2008 | 2010 | 2011 | 2012 |
| ---- | ---- | ---- | ---- | ---- | ---- | ---- | ---- | ---- | ---- | ---- |
| 1070 | 1173 | 1288 | 1575 | 1600 | 1978 | 2375 | 2486 | 2685 | 2684 | 2684 |

Динамика населения:

## Достопримечательности

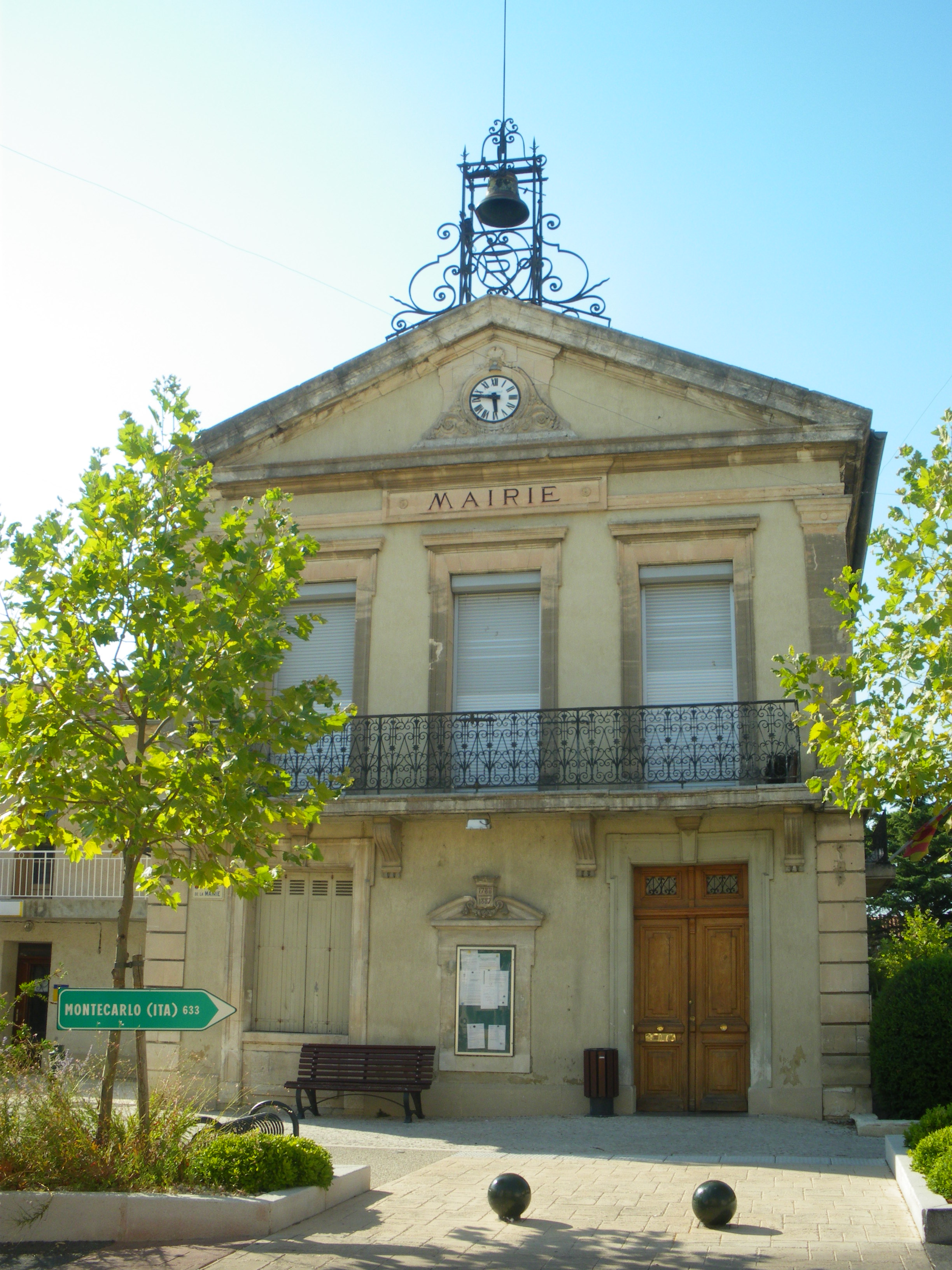
Здание мэрии
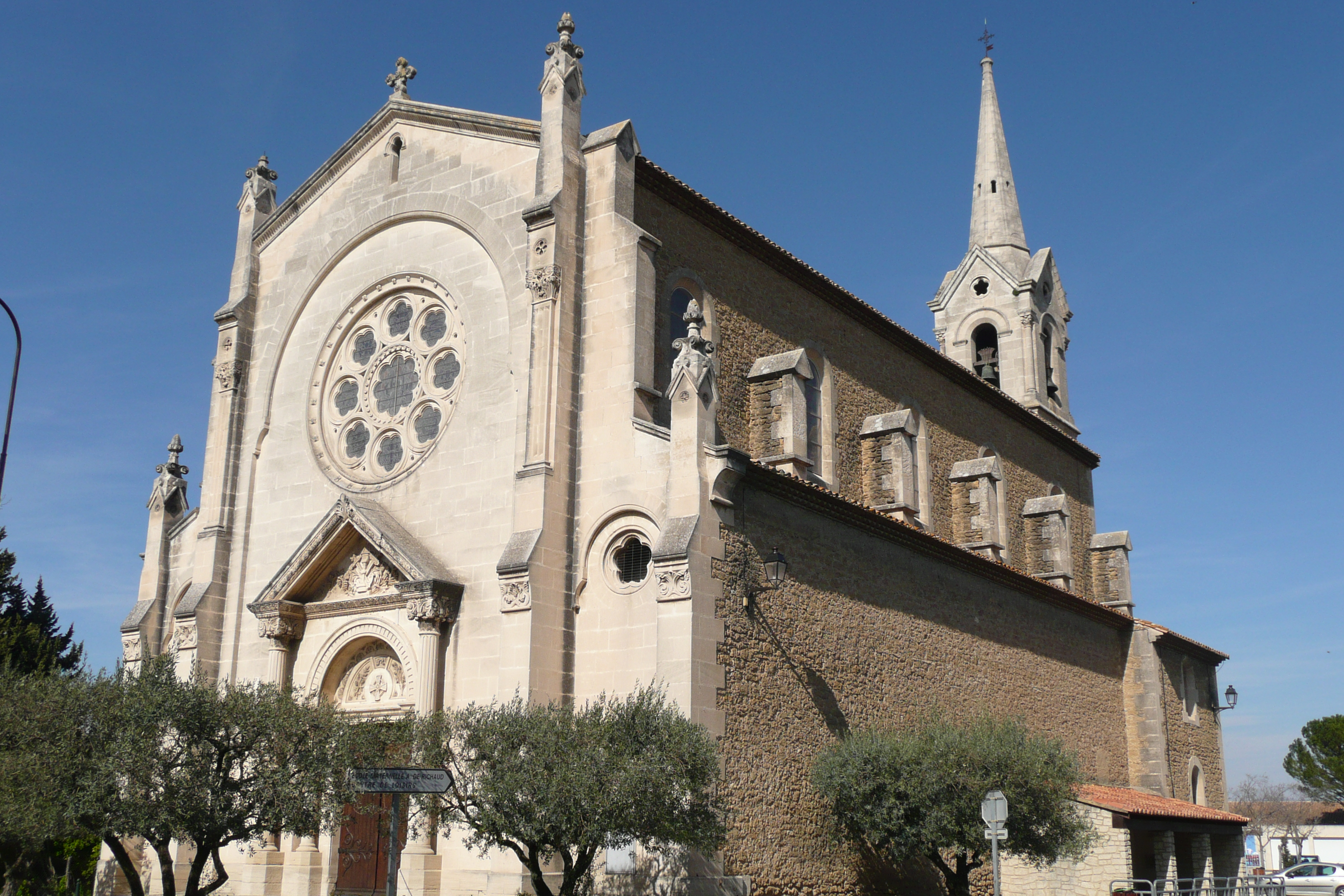
Церковь в Альтан-де-Палю
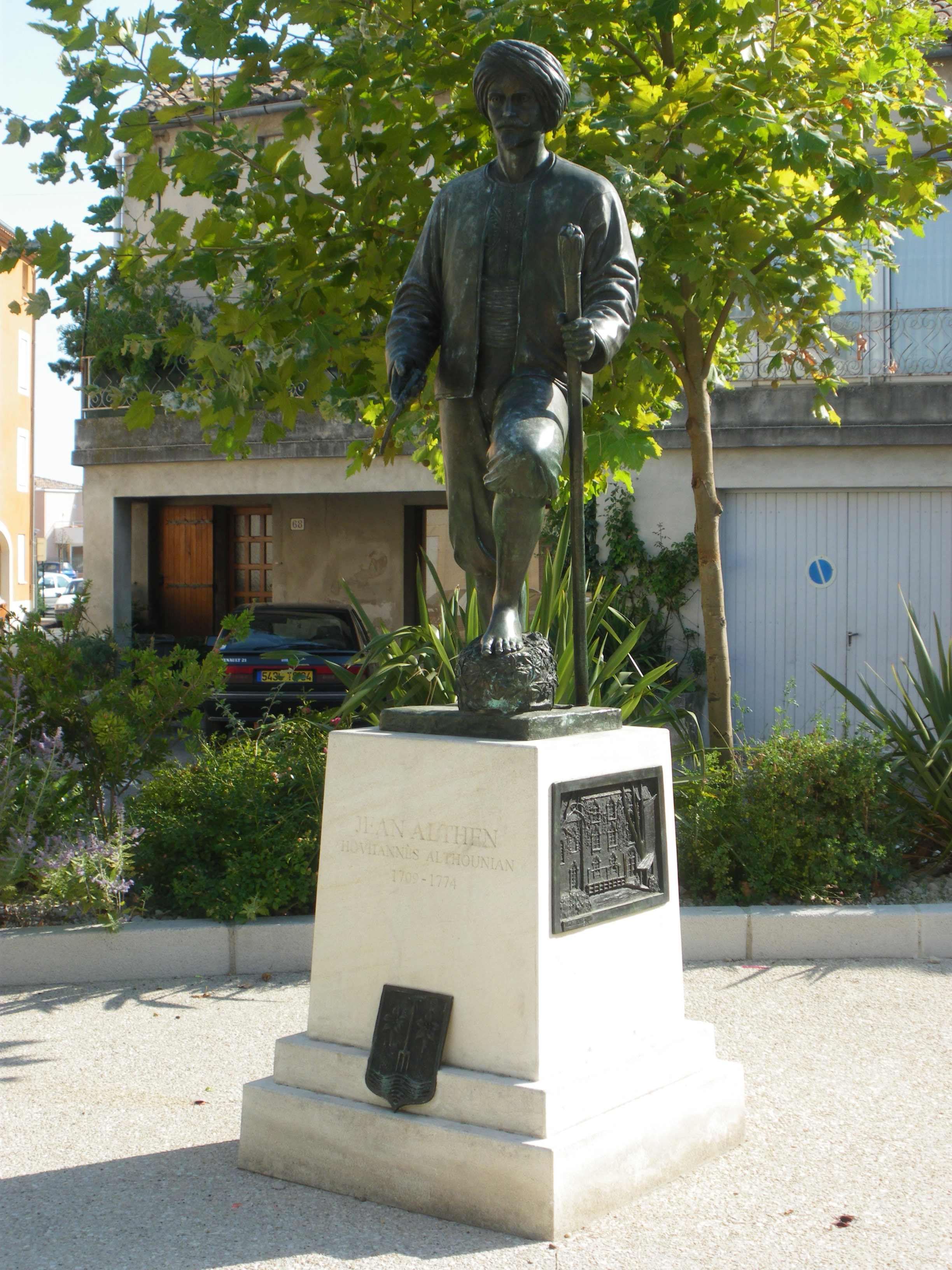
Памятник Жану Альтену